# 刘士泾
刘士泾（?—?），唐朝官员，汴州开封（今河南省开封市）人。唐顺宗的驸马。刘昌之子。
刘士泾在唐德宗时娶太子李诵之女云安公主，李诵即位为唐顺宗，拜刘士泾驸马都尉，官至少卿十余年，家富积财。交结宦官、权贵。唐宪宗时，转任太府卿、太仆卿。制下，给事中韦弘景等封还制书，称刘士泾交结幸臣，不当官居九卿，言辞激切。唐宪宗对韦弘景说：“刘士泾的父亲刘昌有功于国，刘士泾又是戚属，尚公主，官少卿已十余年，制书宜下。”韦弘景奉诏。刘士泾善奏胡琴，多游权幸之门，以他们帮助自己，时论很鄙夷他。